# Macchiato
Kava macchiato (tudi espresso macchiato ali podomačeno makjato) je italijanski način priprave kave, ki jo postrežemo kot espreso s kapljico prevretega mleka. Po tem je dobil tudi ime, saj italijanska beseda »macchia« pomeni »lisa« oz. »madež«. Dobesedno »caffè macchiato« pomeni »lisasta kava«.
Poznamo tudi latte macchiatto, ki pa je mleko z malo kave.